# 安藝乃海節男
安藝乃海節男（日语：／ Akinoumi Setsuo，1914年5月30日—1979年3月25日），本名永田節男，日本廣島縣廣島市宇美町出身的大相撲力士，第37代横綱。他身高177cm，重128kg，所屬相撲部屋是出羽海部屋。
他最有名的是阻止了雙葉山定次的第70次連勝，被稱為世紀第一。

## 生涯
永田節男生於一個食品商家庭。他在1932年2月初次進行比賽，並於1938年1月到達了幕內級別。他在1939年1月結束了雙葉山定次創紀錄的69次連勝，當時他是前頭級力士。但被他認為是一個很大的煩惱，他的成就使他不堪重負。他的相撲部屋師傅告訴他:不要成為一個被讚揚的力士。
他在1941年5月得到唯一的冠軍，當時他是关胁，他在1942年5月晉升為橫綱。他並不是一個特別成功的横綱，在晉升後不能贏得更進一步的優勝。他更多人被人記住的是擊敗雙葉山，他在1946年11月引退。

## 引退後
引退後，他與前橫綱常乃花寬市之女結婚，並以藤島的名義成為日本相撲協會的年寄。但他對她的不忠，他的藝妓女友和妻子在同一天生下了他的子女，他們後來離婚了。他於1955年1月離開了相撲界。他後來再婚，在東京都八重洲經營相撲火鍋店和一個服裝店。他在1974年慶祝了他的60歲生日，但由於不清楚的原因，沒有執行還曆土俵入儀式。在1979年3月25日，在鎌倉市的醫院死於心臟衰竭，享年64歲。